# Györkei csata
A györkei csata vagy györke-eperjesi csata (szlovákul Bitka pri Ďurkov) a bujdosók és a császáriak közötti csata az Abaúj vármegyei Györke és Eperjes városa között 1672. október 23. és október 26. között. Az osztrákok a csatában legyőzték a bujdosókat, akik visszaszorultak keletre, ahonnét még a nyáron betörtek Felső-Magyarországra.

## Előzmények
Idősebb Petrőczy István és mások vezérletével 1672 augusztusában a bujdosók egy kisebb csapata betört magyar területre és az enyickei csatában legyőzte Paris von Spankau császári tábornokot. A győzelem hatására négy vármegye és ugyanennyi város került a felkelők kezére.
A felkeléshez tömegével álltak a környék ruszin, szlovák és román nemzetiségei, mivel ők is szenvedtek a bécsi udvar kizsákmányolásától. A felkelő vezérek igyekeztek a harcba bevonni Franciaországot, az Oszmán Birodalmat és Erdélyt. A protestáns (kálvinista) prédikátorok a „pogány” katolikusok ellen szintén sürgették a török segítség igénybevételét. Azonban már ekkor súlyos gondok támadtak. A parasztok nem csupán Ausztria, hanem saját földesuraik ellen is felkeltek, s a megmozdulás sokkal jobban kezdett hasonlítani katolikusellenes és feudalizmusellenes felkeléshez, semmint nemzeti alapú szabadságküzdelemhez. A parasztokat nem sikerült táborban tartani, sokuk Árva bevétele után hazatávozott.
Nyugatra viszont a császári haderő már szervezett ellentámadásra készült Petrőczyék ellen.

## A csata
Az osztrákok 8000 katonával, Wolfgang von Cobb vezetése alatt indítottak támadást Eperjes alatt a portyázó bujdosó lovasok ellen. Petrőczy visszavonult von Cobb elől, mire az eperjesiek bezárták a város kapuit és a falakról lőni kezdték ágyúkból és muskétákból az ellenséget, ezzel támogatva Petrőczy embereit. 800 talpas kirohant a várból és oldalba támadta a császáriakat, akiket alaposan megtépáztak.
Petrőczy valószínűleg megnyerte volna a csatát, de ő Királynépe felé vonult, ahol egyesült Szuhay Mátyás hadoszlopával. Ezek között volt a váradi pasától kapott török erősítés is. A teljes bujdosó sereg 8000 katonát (bujdosók, törökök, hajdúvárosi erők, zempléni katonaság, szlovák, román és ruszin felkelők) tett ki, amely ekkor még számban azonos volt von Cobb seregével, de harci értékét tekintve elmaradt az osztrákokétól. Soraikban rengeteg kálvinista pap és íródeák is harcolt.
Von Cobb ráadásul Kassától északra Somosnál egyesült von Spankauval, így a létszámuk már összesen több mint 10 000 főt tett ki, osztrákok mellett magyar és horvát katonák, megfelelően szervezett tüzérséggel és lovassággal, aminek vezetése a tapasztalt Johann von Sporck kezében összpontosult. Csatlakozott hozzájuk 400 magyar lovassal báró Barkóczy István, aki 1670-ben még a Wesselényi-összeesküvés egyik résztvevője volt.
Október 25-én a császáriak letáboroztak Rozgony közelében, összecsapásra nem került sor a felkelőkkel. Barkóczy javaslatot tett von Cobbnak és von Spankaunak, hogy ígérjenek kegyelmet a hajdúknak. Barkóczy néhány embere be is szökött a táborba és sok hajdút eltérített a felkelés ügyétől ezzel az ígérettel.
Másnap az első vonalban a hajdúk helyezkedtek el a császári csapatokkal szemben, tőlük távolabbra ezer talpas és a zempléni erők álltak. Mindjárt a csata elején több hajdú egység elhányta zászlóit és elmenekültek a harcmezőről. A többi hajdú is megrémült és szintén futásnak eredt, mire az osztrák csapatok elkezdték üldözni őket. A zempléniek és a talpasok nem látták a hajdúk megfutamodását, viszont látták az előretörő császáriakat, s öntevékenyen megrohamozták őket oldalról és hátulról is. A közelbe érő gyalogosok tüzet nyitottak az osztrákokra és kemény kézitusa vette kezdetét. Von Cobb azt hitte, hogy a hajdúk fordultak vissza, ezért a tartalékokat vitte rohamba ellenük. A parancsnok nélküli felkelőket hamar bekerítették, de a zempléni lovasságnak sikerült átvágnia magát az osztrák vonalakon, míg a gyalogosok hősies küzdelemben mind egy szálig odavesztek. Az est leszálltával a bujdosók és a felső-magyarországi felkelők serege megsemmisült. A császáriak 300 főnyi veszteségével szemben a bujdosók ötször annyi embert, ezenkívül négy ágyút és tizenöt lobogót vesztettek el. Számos kálvinista prédikátor is halálát lelte a csatában.

## Következmények
Bár a györkei csatában jelentős harci képességről tettek tanubizonyságot a felkelők, különösen a végvári, zempléni és hajdú katonák, de már az enyickei ütközetben látható volt, hogy a hiányosságok miatt nem vehetik fel a harcot a náluknál jobb császáriakkal szemben. A bujdosók a vereség után még vezettek más támadásokat is Magyarországra, de Thököly Imre színre lépéséig nem tudtak tartós győzelmeket aratni.
Felső-Magyarországon a császári katonaság leverte a nemzetiségek megmozdulásait is, s a bujdosókat visszaszorította Erdélybe és a Partiumba. Sem I. Apafi Mihály, sem a török szultán nem lépett fel a bujdosók megsegítésére. 1673-ban viszont Hollandia kapcsán kitör Franciaországgal a háború és a felkelők jelentős francia, illetve lengyel segítséghez jutnak.